# 730 Athanasia
730 Athanasia este un asteroid din centura principală, descoperit pe 10 aprilie 1912, de Johann Palisa.